# Eremita (Ihsahn)
Eremita è il quarto album in studio del cantante norvegese Ihsahn, pubblicato il 18 giugno 2012 dalla Candlelight Records.

## Tracce
Testi e musiche di Ihsahn.
1. Arrival – 5:40
2. The Paranoid – 4:43
3. Introspection – 5:37
4. The Eagle and the Snake – 8:47
5. Catharsis – 4:50
6. Something Out There – 5:09
7. Grief – 2:21
8. The Grave – 8:18
9. Departure – 7:07

Traccia bonus nell'edizione limitata
1. Recollection – 5:39

## Formazione
Hanno partecipato alle registrazioni, secondo le note di copertina:
Musicisti
- Ihsahn – voce, strumentazione
- Tobias Ørnes Andersen – batteria
- Jørgen Munkeby – sassofono
- Einar Solberg – voce melodica (traccia 1)
- Devin Townsend – voce melodica (traccia 3)
- Jeff Loomis – assolo di chitarra (traccia 4)
- Heidi Solberg Tveitan – voce femminile (traccia 9)

Produzione
- Ihsahn – registrazione, produzione
- Jen Bogren – missaggio, mastering
- Aaron Smith – registrazione assolo di Loomis (traccia 4)